# Filmotéka Tel Aviv
Filmotéka Tel Aviv (hebrejsky סינמטק תל אביב‎) je filmotéka (filmový archiv) působící v Tel Avivu od 12. května 1973.

## Historie
Filmotéku inicioval a spoluzaložil Eliyahu Speiser, náměstek primátora Tel Avivu a vedoucí kulturního oddělení. Slavnostní otevření se konalo 12. května 1973. Prvním ředitelem se stal Akiva Barkin. Filmotéka sídlila nejprve v domě městského zaměstnance na ulici Pombadita. Na konci roku 1975 byl ředitelem Filmotéky jmenován Alon Garbuz, který tuto funkci zastával až do roku 2015. Po zhruba roce provozu měla filmotéka 3000 předplatitelů a obyvatelé ulice Pombadita si stěžovali na hluk a dopravu na ulici, a proto se přesunula do Tel Avivského muzea a později do sálu v nedaleké budově loterie.
Současná budova na adrese Sprinzak 2, na rohu ulic Harbea a Carlebach, byla navržena izraelským architektem Slo Harshmanem a byla slavnostně otevřena v roce 1989.
V listopadu 2011 bylo díky daru Marka Riche otevřeno křídlo, které ztrojnásobilo velikost prostoru filmotéky. Nacházejí se v něm tři nová kina, kanceláře, knihovna a restaurace. Stejně jako původní budova, i toto křídlo navrhl architekt Slo Hershman. Staré křídlo bylo poté uzavřeno z důvodu rekonstrukce a znovu otevřeno v lednu 2013. V té době filmotéka změnila svůj název z „Merkaz doron le-kkolnoa“ (מרכז דורון לקולנוע) na „Merkaz le-kolnoa be-izrael a"š Mark Rič“ (מרכז לקולנוע בישראל ע"ש מארק ריץ'). Komplex provozuje pět sálů: tři v novém křídle a dva ve starém. Křídla jsou propojena chodbou. Sál 1 má 348 míst, sál 2 má 116 míst, sál 3 má 421 míst, sál 4 má 193 míst a sál 5 má 59 míst. K dispozici jsou také kinoboxy pro sledování filmů z filmového archivu.
V září 2015 byla do funkce generální ředitelky jmenována Issy Winter Abekasis, ale po stížnosti, že nesplňuje minimální požadavky pro tuto pozici, tj. 5 let zkušeností v oblasti filmu v produkci a/nebo tvorbě, bylo její jmenování zrušeno. V dubnu 2016 byla do funkce generální ředitelky jmenována Dina Peled.

## Činnost
V přístavbě filmotéky se konají fotografické výstavy izraelských umělců.
Filmotéka má k dispozici speciální knihovnu, založenou v roce 1994, která obsahuje sbírku vzácných filmů, knih, audiovizuálních materiálů, plakátů a fotografií, soundtracků, stejně jako pozůstalosti a sbírky významných filmových osobností z oboru. Knihovna je přístupná široké veřejnosti a je informačním centrem pro izraelskou a mezinárodní kinematografii v zemi. Ředitelem knihovny je spisovatel Omri Horesh.
Filmotéka pořádá filmové festivaly, jako například festival dokumentárních filmů DocAviv, Mezinárodní studentský filmový festival, Festival Momenty francouzského filmu, Australský filmový festival, Mezinárodní festival gay filmů, Festival degenerates – Rag Group a další. K promítání festivalových filmů využívá filmotéka další kina ve svém okolí, například kinosál Telavivského muzea umění.
Filmotéka vydává filmový časopis s názvem „Sinematek“ (סינמטק).